# Takashi Yoshida
Takashi Yoshida (吉田康彦 Yoshida Takashi?) (3 de julio de 1982) es un luchador profesional japonés, más conocido por su nombre artístico Cyber Kong. Yoshida trabaja actualmente en Dragon Gate.

## Carrera
Yoshida se interesó por la lucha libre profesional en 2006 e intentó entrar en el NJPW Inoki Dojo en Los Ángeles, pero su corta estatura le impidió alcanzar los estándares del gimnasio. Sin arredrarse, Yoshida lo intentó de nuevo, esta vez en el dojo de Dragon Gate USA, donde no había requerimientos de tamaño, y pudo graduarse al final como luchador profesional.

### Full Impact Pro (2006)
En agosto de 2006, Yoshida fue enviado por Dragon Gate a la empresa Full Impact Pro, donde debutó como Cyber Kong, un gimmick de hombre salvaje definible como una versión futurista de Tarzán, vestido con mallas similares a un taparrabos y con una siniestra máscara de apariencia metálica. Cyber Kong fue introducido en FIP por Dave Prazak, quien le envió a atacar a Roderick Strong y Davey Richards. Después de varias semanas en la promoción, Cyber Kong fue finalmente ascendido al roster principal de Dragon Gate.

### Dragon Gate (2006-presente)
Nada más llegar a Dragon Gate, Cyber Kong formó una alianza con Shingo Takagi, derrotando a varios equipos. Siendo un luchador significativamente grande en una empresa principalmente dedicada a los pesos cruceros, Cyber Kong se convirtió rápidamente en un monster heel, acentuando su brutalidad al traer una piña consigo al cuadrilátero para partirla en dos con sus manos, masticar la pulpa y escupirla de forma salvaje antes de los combates.

## En lucha
- Movimientos finales
  - Cyber Bomb[1][2][3] (Double pumphandle sitout powerbomb)
  - Cyber Driver[1][2][3] (Over the shoulder sitout belly to belly piledriver)
  - Cyber Cutter[1][2][3] (Gorilla press cutter)
  - Pineapple Bomber[2][3] (Running lariat)

- Movimientos de firma
  - Cyber Lock[2] (Swinging full Nelson)[3]
  - Cyber Combination[2] (Running full body block a un oponente colgado de las cuerdas seguido de running lariat)
  - Cyber Combination II[2] (Running full body block a un oponente colgado de las cuerdas seguido de running shoulder block)
  - Argentine backbreaker rack neckbreaker
  - Big boot
  - Big splash
  - Bridging German suplex
  - Gorilla press drop
  - Jumping elbow drop, a veces desde una posición elevada
  - Over the shoulder single leg Boston crab
  - Running corner body avalanche
  - Running shoulder block
  - Side belly to belly suplex
  - Standing powerbomb

- Mánagers
  - Dave Prazak

- Apodos
  - "Muscle Beast"[2]

## Campeonatos y logros
- All Japan Pro Wrestling
  - Gaora TV Championship (1 vez)
  - AJPW TV Six-Man Tag Team Championship (1 vez) — con Hokuto Omori & Kuma Arashi

- Dragon Gate
  - Dragon Gate Open the Triangle Gate Championship  (10 veces) - con Shingo Takagi & BxB Hulk (2), BxB Hulk & Yamato (1), Kzy & Naruki Doi (1), T-Hawk & Shingo Takagi (1), El Lindaman & Shingo Takagi (1), Kazma Sakamoto & Yasushi Kanda (1), H.Y.O & Diamante (1), Diamante & Kazma Sakamoto (1) & SB Kento & Kazma Sakamoto (1)
  - Dragon Gate Open the Twin Gate Championship (2 veces) - con YAMATO (1) y Shingo Takagi (1)
  - Planning Jumbo Six-Man Scramble One Night Tag Tournament (2008) - con YAMATO & Shingo Takagi